# 1376 Michelle
Michelle (asteróide 1376) é um asteróide da cintura principal, a 1,7483384 UA. Possui uma excentricidade de 0,2152265 e um período orbital de 1 214,54 dias (3,33 anos).
Michelle tem uma velocidade orbital média de 19,95501959 km/s e uma inclinação de 3,54967º.
Esse asteróide foi descoberto em 29 de Outubro de 1935 por Guy Reiss.